# Edouard Artigas
Edouard Artigas, född 26 februari 1906 i Paris, död 25 februari 2001 i Antibes, var en fransk fäktare.
Artigas blev olympisk guldmedaljör i värja vid sommarspelen 1948 i London.